# NGC 5565
NGC 5565 est une étoile située dans la constellation de la Vierge. L'astronome américain Lewis Swift  a enregistré la position de cette étoile le 14 juin 1884.